# Гідрогеологія України
У межах України виділені Волино-Подільський, Дніпровсько-Донецький, Причорноморський артезіанські басейни, басейни тріщинних вод Українського щита, а також Донецька, Карпатська, Кримська і гідрогеологічні складчасті області з невеликими синклінальними (міжгірськими) артезіанськими басейнами.

## Загальний опис
Волино-Подільський артезіанський басейн характеризується широким розповсюдженням маломінералізованих (до 1 г/л) прісних вод, гідрокарбонатно-кальцієвих вод тріщинного типу у відкладах крейди.
Дніпровсько-Донецький артезіанський басейн відрізняється поверховим розвитком водоносних горизонтів і комплексів, найбільше значення з яких для водопостачання мають четвертинні, палеогенові, крейдові та юрські. Гідродинамічні умови визначаються як глибинними так і поверхневими факторами живлення та розвантажування підземних вод. Склад вод різноманітний — від гідрокарбонатно-кальцієвих (магнієвих), прісних (мінералізація до 1—3 г/л) до хлоридно-натрієвих (кальцієвих) розсолів з мінералізацією понад 30—100 г/л, що характерні для глибоких горизонтів палеозою та зон розвантажування у межах тектонічних розломів.
Причорноморський артезіанський басейн, підземні води якого знаходяться у відкладах антропогену, неогену, палеогену і крейди має складну гідрогеологічну структуру. Часто спостерігається формування солоних вод і розсолів (мінералізація понад 10—30 г/л). Води хлоридного складу з високим вмістом брому і йоду. Для господарсько-питного водопостачання найбільше використовують неогеновий горизонт.
Український щит, що має двоповерхову геологічну будову у вигляді складчасто-кристалічної основи і горизонтальних шарів осадових порід, відрізняється наявністю великих западин, які відіграють роль субартезіанських басейнів і регіональних тріщинуватих тектонічних зон, що вміщують мінералізовані води. Водоносні горизонти розвинуті у четвертинних, неогенових, палеогенових покладах і у вивітреній тріщинуватій зоні кристалічного фундаменту. Найбільше водопостачальне значення мають води тріщинуватої зони кристалічних порід, що відрізняються сульфатно (хлоридно) — гідрокарбонатно-кальцієвим (магнієвим, натрієвим) складом і мінералізацією, яка збільшується у південному напрямку.
Гірський Крим характеризується широким розвитком карстових і тріщинно-карстових систем та залежністю рівневого та гідро-геохімічного режимів, а також ресурсів підземних вод від гідро-метеорологічних чинників. Води головним чином мають гідрокарбонатно-кальцієвий та гідрокарбонатно-сульфатно-кальцієвий (магнієвий) склад.
Українські Карпати у гідрогеологічному плані є складним сполученням гірських складчастих структур і міжгірських прогинів.
У Передкарпатті розвинені головним чином хлоридні і сульфатні води.
У Закарпатті основні запаси прісних підземних вод зосереджені у Чоп-Мукачівському і Солотвинському артезіанських басейнах.
Донецька гідрогеологічна область характеризується розвитком малих артезіанських басейнів і строкатістю хімічного складу підземних вод у відкладах тріасу, юри і крейди.
Гідрогеологічні особливості України визначаються не лише природними, але і техногенними факторами, наслідком яких є зміна умов формування підземних вод, що, у свою чергу, призводить до погіршення їхнього хімічного складу.